# グリードパケット∞
『グリードパケット∞』（グリードパケットアンリミテッド）は、榎宮祐による日本の漫画作品。『電撃「マ）王』（アスキー・メディアワークス）にて、2008年2月号から連載、2011年8月号から長期休載。

## 概要
本作品は作者にとって2作目の長期連載作品である。携帯電話から魔法をダウンロードする「携帯使い」と、「幻想」と呼ばれる化け物との戦いを描いている。
前作『エアリセ』の4巻（最終巻）巻末にて本作品との関連が示唆されており、『エアリセ』でのキーワードである月、幻想などの言葉が本作品でも重要キーワードとして登場する。
この作品に登場するキャラクターの名前は、携帯電話の端末メーカー名など、携帯電話関係のものに由来する名前となっている。

## ストーリー
近未来の世界、人類は「幻想」と呼ばれる化け物の脅威に脅かされていた。人類はそれに対抗するため、異界幻想機構（ゼノリアルネットワーク）という携帯電話で魔法がダウンロードできるシステムを構築した。その後、幻想には賞金が懸けられるようになり、その賞金を得るため、幻想を倒す「携帯使い」が現れるようになった。
主人公は、数多いる携帯使いの中でも最高クラスの実力を持ちながら、歩く災害として忌み嫌われる「カラミティ・ステップ」のカシオとノキア。「この世は金がすべて」と言い切るカシオは、今日も賞金のため、幻想を倒し続ける。

## 登場人物
※声はドラマCD版のもの。
カシオ
声 - 櫻井孝宏
主人公。7月7日生まれ。20歳の男性。強欲さと強さと迷惑さで広く知られる携帯使い。
幻想退治の腕は確かだが、戦う度に周囲を巻き込んで盛大に破壊するため、ノキアとのコンビは『幻想よりやっかいな代物』、『幻想暴れさせといたほうがまだマシ』と言われるほどである。

金に汚いが、弟妹（きょうだい）であるノキアには表裏関係無しに優しく、ノキアの維持費に対しては（ノキアが側に居てくれる権利を買えるなら安いものという意味で）「はした金」と言ったり、ノキアを「化け物」と罵ったセラに対して殺意を顕にする等、大切に想っている。
「金以外に三次元の女に魅力はない」と言い切る二次元愛好家であり、ノキア曰く『真性ロリ』。
ケイスとコンビを組んでいた2年前までは幻想を殺すために人間さえ排除したらしく、殺幻鬼（デスマキナ）と呼ばれていた。

物語開始時点で、ノキアと共に億越えの幻想を70体以上倒している。
5歳の時に、幻想の群れに故郷を滅ぼされ、6歳で携帯使いとなってからは、各地を転々としながら生活していたため、その生活術はもはや事業とソニィに羨ましがられるほど。
本当の妹がいたが、故郷を幻想に襲われた際にカシオの目の前で殺されたとおぼしき回想がある。
お化けが苦手な模様。
名前の由来は、カシオ計算機から。
ノキア
声 - 田村ゆかり
7月7日生まれ。2歳（設定年齢10歳）。魔法で作られたカシオの妹…であり、弟。カシオと同じく携帯使い。
容姿はアホ毛とトリプルテール、両腰に生えた羽が特徴の設定年齢相応の少女だが、具現化する際のカシオの設定ミスで、二重人格かつ二重性別になってしまい、頭を叩くことで反転する。
男である表ノキアは素直にカシオを「お兄ちゃん」と慕う犬っ子で優しい性格だが、嫉妬深い一面を持ち、女である裏ノキアはツンデレで、カシオを「犬」「駄犬」（内心では『お兄ぃ(おにぃ)』）と呼ぶ暴力的な性格。その他の差異は、目付きや瞳の色、腰から生えている羽の色やアホ毛の他、口調や声色も替わる。
お互いの存在は認識しており、2人で会話する場面や自身で頭を叩いて入れ替わる場面もある。
その存在の維持は全てカシオのグリードフォンで行っているため、カシオはノキアを具現化するだけで、月に6000万円ものパケット代を払う必要がある。
本来は2年前、「世界を作り替える程の力を持つ討伐不可能な幻想」の攻撃を前に、死を覚悟したカシオに『自分が死んでも貯めたパケット代（かね）が尽きるまで幻想を殺し続ける魔法』『殺戮の道具』として作り出されたが、身を挺してカシオを庇い、討伐出来ないはずの幻想を倒し、その時から具現化し続けている。カシオはノキア自身には『暇潰し』に作ったと説明している。
作中のセリフや、カシオがノキアをダウンロードする際に第11階層（イレブンスセクター）にアクセスしていた事等から、『月の少女の欠片』の地球に存在する“具現化された２体”の内の１体と推測される。
名前の由来は、ノキアから。
ケイス
眼鏡を掛けた女性。対幻機動隊の職員であり、階級は主任。プロフィールは明らかにされていないが、セラに倒されて満身創痍で入院した先でもタバコを吸うほどの愛煙家である。
元はカシオとコンビを組んでいたらしいが、何らかの理由で決別したらしく、度々「裏切り者（もん）」と呼ばれる（本人は「裏切ったつもりはない」と言っている）。
名前の由来は、KES（現：アスモ）から。
ソニィ・エリクシオン
声 - 豊崎愛生
カシオとノキアも使用している携帯のメーカーである、エリクシオングループの会長の一人娘であり、彼女が破格の条件でカシオとノキアに幻想退治を依頼したことから、物語は始まる。
最終的には、2人の通信料や町の破壊の後始末のため、財産全てを差し押さえられ、父親に2000億円という天文学的な金額の借金をしてしまい、その返済が終わるまで家を追い出される事に。
学費は既に先払いしていたので、現在は聖(セント)フランシス女学園の庭にテントを張って、セラと暮らしている。
借金返済のために携帯使いとなり、後に「ファンシーディザスター」と呼ばれる「カラミティステップ（つまりカシオとノキア）と並び称される迷惑な携帯使い」となる事が暗示されている。
主要人物の中では1番の巨乳で、その事をコミックス4巻カバー下でイジられている。
名前の由来は、ソニー・エリクソン・モバイルコミュニケーションズから。
セラ・ケイ
声 - 福山潤
男性。エリクシオン家の執事であり、ソニィの身の回りの世話を任されている。
ソニィに対して過剰なまでに過保護であり、鬱陶しがられている。
常に柔和そうな笑顔を絶やさないが、実際は冷酷であり、携帯使いを「社会の底辺」、カシオを「害虫」、ノキアを「化け物」と言うなど、かなり辛辣。
ソニィの父に雇われたことやソニィに付いたことにも裏事情がある様子だが、コミックス4巻時点では明かされていない。
主に銃を具現化させる魔法を用い、億単位の賞金額である幻想を撃破出来るほどの腕前を持つ。また右目の眼帯を外した状態で、カシオとノキア、ケイスの3人を倒したが、その能力の詳細は不明。
名前の由来は、京セラから。
パンテック・カルテル
声 - 杉田智和
27歳の男性。聖フランシス女学園の化学教諭。生徒には『変わり者』と言われている。一人称は「我輩」で、語尾に「〜ぞな」を付ける独特の話し方をする。
名前の由来は、パンテック&キュリテルから。
プリケ
声 - 日笠陽子
聖フランシス女学園の生徒の1人。未来予知・占い魔法に傾倒しており、「未来は既に決まっている」と思っている。

## 用語・設定
魔法
携帯電話で異界幻想機構（ゼノリアルネットワーク）からダウンロードし、端末のカメラを通して現実を書き換えるシステム。携帯使いが使うような大規模な魔法は、データ量が膨大なため、数万から数百億円のパケット通信量が発生する。そのため、一般人は料金が安価で簡素な魔法だけを使っている。
なお、魔法を使う際にも利用限度額が存在し、限度額を超えると魔法を使えなくなる（このため、セラも魔法が使えなかったことがある）。
グリードフォン
通常は携帯電話の電波が届かない、空中や地下などでも魔法が使用可能な万能通信端末。対幻機動隊のメンバーの他、一般人では限られた人物しか持っていない。現在確認されている限りでは、カシオとパンテックが所有している。
バッテリー
現在、世界は“ワイヤレス電源“が主流になっており、電源切れはもう過去のものとなっている。
そのため、基本的に利用されることのないものであるが、ワイヤレス電源は、電波と違い帯域が非常に狭く、圏外になることも多いため、一時的な電源保持のため今でもあらゆるケータイに予備電源として搭載されている。
幻想
異界幻想機構（ゼノリアルネットワーク）から時折出現する化け物の総称。共通する特徴として、『人間を無差別に攻撃する』『一定時間で消滅する』『核（コア）を破壊されると消える』があるが、詳細は不明。
異界幻想機構（ゼノリアルネットワーク）
魔法をダウンロードできる電子ネットワーク。
ゼノリアルネットワーク管理局
その名の通り、ゼノリアルネットワークを管理する国際組織。

対幻機動隊（Anti-Phantasm-Force）
幻想に対抗するための組織。国連が主体となっている。
内閣中央情報局
米国のCIAにあたる、内閣直属の諜報機関。
月
現実の月とは違い、作中では幻想機構の本体とされている天体。何らかの理由で、50年間地球からその姿が観測できなかった。
月の少女の欠片(サーティフラグメンツ)
O.L.W.(ただ独りの魔法使い)の分割された30の人格。
かつては地球と月の間をめぐり輪廻する存在だったが、60年前の月消滅時、そのほとんどが月内に閉じ込められた。
現在地球上の個体は、月消滅時、取り残された4体と、魔法によって具現化されている“2体“の計6体のみである。
亜空間
光学的に認識出来るが物理的に接触することはできない、原子、分子などの比較的大きい粒子の位相をずらした空間のことである。
位相差空間とも。
亜空間に関する魔法は多様性に富んでおり、自らを亜空間内に移動させることであらゆる攻撃を無効化することや、敵の攻撃を亜空間内に移動させ接触不可能にすることも可能。
ただし、亜空間内にいる間はワイヤレス電源の供給を受けられないめ、バッテリーが猛烈に消費されるという問題点もある。
階層(セクター)
世界を構成する11個の次元。
また、その11個の次元に干渉する魔法のカテゴライズ。
世界を書き換える技術である魔法は、干渉する次元によってセクターごとに区分され、アクセス制限が設けられている。また、従来の方法でアクセスできるセクターは、第五階層が限界とされる。

## 魔法
作中に登場する主な魔法について記述する。
漆刻刀（ステイシスフェンサー）
静止した空間を刀状に整形した魔法。空間や時間に対する干渉を一切無視してあらゆるものを斬ることができるが、維持するために32,000,000円/秒という高額の通信料がかかる。
消滅空間（エクスティンクショナー）
サーモバリックバスター（Thermobarische Buster）
自由空間での蒸気雲爆発の原理を利用した大威力魔法。急激な変圧によって起こる≪衝撃波≫こそがメイン。威力が高いが、半径数キロ圏内が≪衝撃波≫の影響圏の迷惑な魔法。一回につき、22,000,000円という通信料がかかる。
シュレディンガーステップ
対象を瞬間移動させる。通信料は不明。
真炎爆砕（フォマルハウトフレア、エクスプロージョンマグナム）
携帯電話を翳した先を爆発させる。キャラ紹介の際にはエクスプロージョンマグナムと表記されているが、使用する際にはフォウマルハウトフレアになっている。一回につき、6,000,000円の通信料がかかる。
フラットショック
風縛絡鞭（ウインテンタクル）
魔弾の射手（テアフライショッツ）
ぐらびてぃれんず
前方に高圧の重力を加えて大気の層を捻じ曲げる。名前と違い、重力や空間を操作する訳ではなく、大気を歪めて光が直進しないようにする魔法であり、物理的な防御力を持たず、光学系の攻撃のみを屈折させて防ぐ安価な盾。リーズナブルである反面、攻撃の属性を瞬時に判断できる上級者にしか向かない。通信料は一回につき120,000円。
フォトンシーカ
ぷりてぃばれっと
ころなばーすと
携帯電話を翳した先に、太陽コロナを召喚する単純明快な魔法。100万度に達する膨大な熱を発する。本来はこのような危険な魔法は、管理局によって使用が禁止されているはずなのだが、裏ノキアは何故か使用している。通信料は一回につき、58,900,000円
真偽音声（ステレオチャンネル）
大気遮断（シグフォールド）
幻銃一式（カスパール）
魔法でできた拳銃を召喚する。通信料は一回につき、13,000円。
幻銃二式（ザミエル）
詳細は不明。通信料は一回につき24,000円。
プラリネ召喚
最上級のカカオバターとヘーゼルナッツをふんだんに使い、一流パティシエが一つ一つ手間隙かけて作ったプラリネを召喚する魔法。具現後に一定時間で消滅するため、体内にカロリーとして吸収されない。一回につき、2,450円かかる。
ミルフィーユ召喚
高級レモンリキュールの香り高いカスタードクリームと大粒の苺を使い、さくっとした厚みの生地で包んだ至高のパイ。幻想菓子の特性を活かし、柔らかさとさくっとした歯ごたえを両立させた。具現後に一定時間で消滅するため、体内にカロリーとして吸収されない。通信料は一回につき、5,800円かかる。
マカロン召喚
詳細は不明だが、一回の使用に1,570円の通信料がかかる。
レアチーズケーキ召喚
ジュゼリノダーレス
占い魔法。未来を予測する。通信料は一回につき400円
性別反転魔法
複数の魔法を組み合わせた複合魔法。体の構造を組み替えるのでバラ使用は危険。生殖機能も反転する。一回につき50,000,000円の通信料がかかる
ハーディレイヴ召喚
カシオが使用する魔法の中で、最も威力のある魔法。第五階層（フィフスセクター）にアクセスし、ハーディレイヴという名の巨大な竜のようなものを召喚し、対象を吹き飛ばす。一秒につき通信料が3,000,000,000円かかる。
ペイロードライフル召喚
破壊力のある25mm弾を 使用した重装弾狙撃銃を召喚する。
走天球儀（リトルウィング）
対象者の背中に小型の羽を生やし、空中を超高速で移動する事が出来る様になる魔法。

## 書誌情報
| タイトル                   | 初版           | ISBN                   |
| -------------------------- | -------------- | ---------------------- |
| グリードパケット∞ 1        | 2008年7月発行  | ISBN 978-4-0486-7197-2 |
| グリードパケット∞ 2        | 2009年4月発行  | ISBN 978-4-0486-7707-3 |
| グリードパケット∞ 3        | 2010年1月発行  | ISBN 978-4-0486-8366-1 |
| グリードパケット∞ 4        | 2010年11月発行 | ISBN 978-4-0486-8923-6 |
| グリードパケット∞ 4 特装版 | 2010年11月発行 | ISBN 978-4-0486-8938-0 |

## ドラマCD
音楽祭もアンリミテッド
2010年11月27日発売のコミックス第4巻特装版に付録された。
- 脚本:竹井10日
- 音楽:COOL&CREATE
- OPテーマ:約束プロトコル[ドラマCD ver.] / EDテーマ:空を飛ぶ翼（歌：あまね、作詞作曲：myu314）
- 挿入歌:Be ambitious∞1(メロンブックスの4巻特装版の購入特典CDにフルバージョン収録されている)（歌：あまね＋ビートまりお、作詞：ビートまりお、作編曲：myu314）

ノキアとソニィとプリケの番外編 どきっ女だらけのお風呂トーク
2010年11月27日発売電撃マ王1月号に付録された。
- OPテーマ:約束プロトコル / EDテーマ:空を飛ぶ翼（共にフルバージョン収録）

## キャラクターソング
2巻の発売と同時にキャラクターソングが制作され、『電撃「マ）王』の特設サイトで聴取が可能。メロンブックスでは、2巻の特典としてCDが付いてきた。
第1弾
01.約束プロトコル
イメージキャラクター：カシオ＋ノキア
曲作成：COOL&CREATE / 歌：あまね＋ビートまりお / 作詞：ビートまりお / 作編曲：myu314
02.ものがたりを探して
イメージキャラクター：ソニィ
曲作成：IOSYS / 歌：miko（Alternative ending） / 作詞：夕野ヨシミ / 作曲：ARM
03.sleep disorder
イメージキャラクター：カシオ
曲作成：岸田教団 / 歌：ichigo / 作詞・作曲：岸田

第2弾
01.They need nothing!
イメージキャラクター：カシオ＋ノキア
曲作成：COOL&CREATE / 歌：あまね＋ビートまりお / 作詞：ビートまりお / 作編曲：myu314